# Adria Mobil/Saison 2016
Dieser Artikel listet Erfolge und Fahrer des Radsportteams Adria Mobil in der Saison 2016 auf.

## Erfolge in der UCI Europe Tour
In der Saison 2016 konnte das Team folgende Erfolge in der UCI Europe Tour herausfahren:
| Datum       | Rennen   | Kat. | Fahrer      |
| ----------- | -------- | ---- | ----------- |
| 28. Februar | GP Izola | 1.2  | Jure Golčer |

## Nationale Straßen-Radsportmeister
In der Saison 2016 konnte das Team folgende Nationale Meistertitel im Straßen-Radsport herausfahren:
| Datum    | Rennen                                          | Sieger          |
| -------- | ----------------------------------------------- | --------------- |
| 26. Juni | Slowenische Meisterschaft – Straßenrennen (U23) | David Per       |
| 26. Juni | Kroatische Meisterschaft – Straßenrennen        | Radoslav Rogina |

## Abgänge – Zugänge
| Zugänge          | Team 2015                    | Abgänge         | Team 2016                    |
| ---------------- | ---------------------------- | --------------- | ---------------------------- |
| Jure Golčer      | Team Felbermayr Simplon Wels | Marko Kump      | Lampre-Merida                |
| Matej Drinovec   |                              | Primož Roglič   | Team Lotto NL-Jumbo          |
| Gorazd Per       |                              | Klemen Štimulak | Unbekannt                    |
| Gašper Katrašnik |                              | Josip Rumac     | Synergy Baku Cycling Project |
| Matej Mesojedec  |                              |                 |                              |

## Mannschaft
| Teamkader 2016                            | Teamkader 2016    | Teamkader 2016 | Teamkader 2016                 |
| Name                                      | Geburtsdatum      | Land           | Vorheriges Team                |
| ----------------------------------------- | ----------------- | -------------- | ------------------------------ |
| Jon Božič                                 | 16. November 1996 | Slowenien      |                                |
| Matej Drinovec                            | 11. August 1991   | Slowenien      |                                |
| Kristjan Fajt                             | 7. Mai 1982       | Slowenien      | Perutnina Ptuj (2008)          |
| Jure Golčer                               | 12. Juli 1977     | Slowenien      | Felbermayr Simplon Wels (2015) |
| Gašper Katrašnik                          | 20. Juni 1995     | Slowenien      | Kolesarski klub Kranj (2015)   |
| Matej Mesojedec                           | 15. März 1997     | Slowenien      |                                |
| Domen Novak                               | 12. Juli 1995     | Slowenien      |                                |
| David Per                                 | 13. Februar 1995  | Slowenien      |                                |
| Gorazd Per                                | 5. März 1997      | Slowenien      |                                |
| Radoslav Rogina                           | 3. März 1979      | Kroatien       | Loborika Favorit (2011)        |
|                                           |                   |                |                                |
| Quellen: ProCyclingStats Cycling Archives |                   |                |                                |